# 台西四路
台西四路是位于中华人民共和国山东省青岛市市南区西部（即原台西区南部）的一条道路，以“台西”之名称加序数命名。该道路第一次日占时期（1914年－1922年）称，1923年改称台西四路，沿用至今。
台西四路是青岛老城区的一条东北—西南向（总体路网中的性质为南北向）道路。道路全长332米，车行道最宽处10米。道路东北起磁山路，途经台西纬一路（已注销）、台西纬二路、台西纬三路（已注销）、台西纬四路、台西纬五路，西南至贵州路止。公共汽车202路在此通过，并在西南端设站“贵州路”。